# Afete
Afete (in greco antico: Ἀφεταί?) era una città dell'antica Grecia in Tessaglia.

## Storia
Secondo una tradizione citata da Strabone, il significato del suo nome è legato all'essero stato il punto di partenza degli Argonauti nella loro spedizione alla ricerca di vello d'oro; tuttavia Erodoto scrisse che il suo significato era legato al luogo dove gli Argonauti abbandonarono Ercole dopo averlo inviato a prendere l'acqua. Strabone colloca Afete nei pressi di Pagase e aggiunge che la sua regione era caratterizzata dal candore della sua terra.
Afete fu il porto dove attraccarono le navi persiane nel 480 a.C., e divenne la loro base navale, prima e durante la Battaglia di Capo Artemisio. Si racconta che, Scilla di Scione, considerato il miglior tuffatore del suo tempo, aveva abbandonato l'esercito persiano ed era passato con i greci, dopo essersi tuffato in mare ad Afete e aver fatto la traversata sott'acqua fino ad Artemisio, sebbene Erodoto considerò falsa questa notizia e credeva che Scilla avesse raggiunto Artemisio in barca. Visto che Erodoto dice c'erano 80 stadi tra Afete e Artemisio, si suppone che Afete dovesse trovarsi sulla costa di Magnesia, di fronte alla baia di Pevki in Eubea. È stato anche suggerito che Afete avrebbe potuto essere all'interno del golfo di Pagase, a seguito di un altro passaggio in cui Erodoto menziona che le navi persiane erano entrate nel suddetto golfo.